# 秋吉あや
秋吉 あや（あきよし あや 、1995年5月25日 - ）は、日本の女優、声優である。千葉県出身。フリー。

## 来歴
2016年5月からオッドエンタテイメントに所属。舞台を中心に女優として活動するが、2019年3月に退社。現在はフリーランスで活動中。
2019年3月に上智大学を卒業。

## 人物
愛称はやあちゃん。
資格として英語技能検定準1級、ドイツ語検定2級、世界遺産検定3級、漢字検定2級、ウェブ解析士をそれぞれ持つ。
趣味・特技としてイラスト、アニメ、漫画、テトリス、卓球、絵画鑑賞をそれぞれ挙げている。

## 出演

### 舞台
- アリスインプロジェクト「時空警察クロノゲイザー」（2016年7月6日 - 10日、品川・六行会ホール） - 時空刑事レイ 役[5][6][7]
- アリスインプロジェクト「アリスインデッドリースクール パラドックス[8]」風組（2016年8月12日 - 21日、池袋・シアターKASSAI） - 志倉夏樹 役[9]
- ASSH「SOUL FLOWER ver.2017[10]」（2017年2月15日 - 19日、西新宿・新宿村LIVE） -　子キーコ 役[11]
- オッドエンタテインメント「蒼海のティーダ〜Truth〜[12]」（2017年8月9日 - 13日、渋谷・CBGKシブゲキ!!） - 海賊ララ 役
- Enthena「Gentle Winds 〜あの風が吹いたとき〜[13]」（2018年5月9日 - 13日、ザムザ阿佐ヶ谷） - 大地 役・誠 役[14]
- アリスインプロジェクト「最果ての星～アリスインデッドリースクール外伝～」（2018年8月23日 - 9月2日、池袋・シアターKASSAI） - 羽田胡桃 役[15][16]
- オッドエンタテインメント「Stray Sheep Paradise[17]」（2018年12月12日 - 16日、六本木・俳優座劇場） - エツコ 役[18]
- リードロニカ「リードロニカ エクスマキナ[19]」（2020年2月23日 - 24日、新宿・シアターミラクル）

### 映画
- オッドエンタテインメント「クロノゲイザー 時空の結び目」（2017年8月、監督：畑澤和也） - 女生徒 役

### テレビアニメ
- ネトゲの嫁は女の子じゃないと思った?（2016年） - 生徒達 役
- ゲキドル（2021年） - 山本和春 役[20]

### OVA
- アリスインデッドリースクール（2021年） - 氷鏡庵 役[21]

### ネット配信
- 麻細「リードロニカをやってみる会[22]」（2020年7月12日）
- 麻細「怪談を語ってみる会[23]」（2020年8月7日）

### その他
- オッドフェスVol.1（2017年6月、新大久保・R'sアートコート/労音大久保会館）[24]

## ディスコグラフィ

### キャラクターソング
| 発売日       | 商品名                   | 歌 | 楽曲                                                  | 備考                                       |
| ------------ | ------------------------ | --- | ----------------------------------------------------- | ------------------------------------------ |
| 2021年3月3日 | ゲキドル SONG COLLECTION | 守野せりあ（赤尾ひかる）、各務あいり（持田千妃来）、中村繭璃（佐藤亜美菜）、浅葱晃（山本希望）、藤田愛美（髙野麻美）、山本和春（秋吉あや）                         | 「ゲキドル！」 「時の翼 Chrono Geizer」               | テレビアニメ『ゲキドル』オープニングテーマ |
| 2021年3月3日 | ゲキドル SONG COLLECTION | 守野せりあ（赤尾ひかる）、各務あいり（持田千妃来）、中村繭璃（佐藤亜美菜）、浅葱晃（山本希望）、藤田愛美（髙野麻美）、山本和春（秋吉あや）                         | 「アクトレスガール」 「アリスインデッドリースクール」 | テレビアニメ『ゲキドル』挿入歌             |
| 2021年3月3日 | ゲキドル SONG COLLECTION | 守野せりあ（赤尾ひかる）、各務あいり（持田千妃来）、中村繭璃（佐藤亜美菜）、浅葱晃（山本希望）、藤田愛美（髙野麻美）、山本和春（秋吉あや）、雛咲いずみ（諏訪彩花） | 「流れ星」                                            | テレビアニメ『ゲキドル』挿入歌             |